# Кшемень (Білобжезький повіт)
Кшемень (пол. Krzemień) — село в Польщі, у гміні Стромець Білобжезького повіту Мазовецького воєводства.
Населення — 88 осіб (2011).
У 1975-1998 роках село належало до Радомського воєводства.

## Демографія
Демографічна структура станом на 31 березня 2011 року:
|          | Загалом | Допрацездатний вік | Працездатний вік | Постпрацездатний вік |
| -------- | ------- | ------------------ | ---------------- | -------------------- |
| Чоловіки | 43      | 9                  | 24               | 10                   |
| Жінки    | 45      | 11                 | 22               | 12                   |
| Разом    | 88      | 20                 | 46               | 22                   |